# لشکر ۶ ویژه پاسداران
لشکر ۶ ویژه پاسداران از لشکرهای ویژه پیاده نیروی زمینی سپاه پاسداران انقلاب اسلامی بود، که در سال ۱۳۶۴ در خلال جنگ ایران و عراق به‌عنوان یکی از یگان‌های زیرمجموعه قرارگاه رمضان تحت عنوان تیپ ۵۵ ویژه پاسداران تأسیس شد. نخستین فرمانده این یگان صادق محصولی بود و وظیفه اصلی آن، انجام عملیات نامنظم و چریکی در خاک عراق بود. در زمستان سال ۱۳۶۵ تیپ ۱۱۰ شهر ری، در تیپ ۵۵ ویژه پاسداران ادغام شد و لشکر ۶ ویژه پاسداران شکل گرفت.
این لشکر در عملیات‌های بیت‌المقدس ۲، نصر، عاشورا و مرصاد، به‌عنوان یگان عمل‌کننده سپاه پاسداران شرکت داشت. لشکر ۶ ویژه پاسداران پس از پایان جنگ به ۳ تیپ تجزیه شد، یک تیپ به نیروی قدس سپاه پاسداران پیوست، یک تیپ به سپاه کاشان تعلق یافت و تیپ دیگر نیز در لشکر ۱۰ سیدالشهدا ادغام شد.